# Setareh
Setareh (auch Setare, persisch ستاره) ist ein weiblicher Vorname aus dem Persischen. Übersetzt bedeutet der Name „Stern“.
In der Bibel kommt der persische Name als Esther vor. Esther ist der persische Name für die im Persischen Reich lebende Jüdin Hadassa, die später den persischen König Xerxes I. heiratet und so zu Königin Esther wird.
Die tadschikische (ostpersische) und usbekische Form des Vornamens ist Sitora.

## Bekannte Namensträger
- Setareh Eskandari (* 1974), iranische Schauspielerin.
- Setareh Hosseini (* 1993), iranische Schauspielerin und Fotografin

## Sehenswürdigkeiten
- Sitorai Mohi Xosa